# I Will (Album)
I Will (englisch sinngemäß für: Ich werde) ist ein Jazzalbum von John Clark. Die am 7. und 8. Oktober 1996 entstandenen Aufnahmen erschienen am 22. April 1997 auf Postcards Records. Im Januar 2022 wurde das Album als Download auf der Plattform Bandcamp wiederveröffentlicht.

## Hintergrund
Clark nahm das Album mit einem in der Besetzung rotierenden Ensemble von bis zu elf Musikern auf, darunter Alex Foster am Saxophon, Dave Taylor an der Posaune, Ryo Kawasaki an der Gitarre und Howard Johnson an der Bassklarinette, sowie Mike Richmond am Bass und Bruce Ditmas am Schlagzeug. Diese vielseitige Besetzung arbeitete sich durch fünf Eigenkompositionen Clarks, darunter die dreisätzige „96th Street Sonata“ und drei Standards, eine Trio-Version (Waldhorn, Tuba, Schlagzeug) von Sonny Rollins’ „Airegin“, eine Quintett-Interpretation der Ballade „My One and Only Love“ und im großen Ensemble durch John Coltranes Komposition „India“, die passenderweise mit einer Sitar beginnt.

## Titelliste
- John Clark – I Will (Postcards POST 1016)[2]

1. India (John Coltrane) 7:21
2. 96th Street Sonata: Casilda 4:40
3. 96th Street Sonata: Mellow Max 1:53
4. 96th Street Sonata: King Bert 3:43
5. My One and Only Love (Guy B. Wood, Robert Mellin) 6:54
6. Bad Attitude 7:15
7. Now You Start 3:14
8. Airegin (Sonny Rollins) 3:03
9. I Will 11:05
10. Sister E.M.C. 5:07

Wenn nicht anders vermerkt, stammen die Kompositionen von John Clark.

## Rezeption
Dave Sumner (Bandcamp Daily) zählte das Album zu den besten Neuerscheinungen des Monats und schrieb anlässlich der Wiederveröffentlichung der Produktionen von Postcards Records auf der Plattform Bandcamp, Clarks I Will sei eine der Postcards-Alben, das man nur empfehlen könne. Der Waldhornist, der damals zu einer Reihe von ECM-Aufnahmen beigetragen habe, liefere hier eine herausragende Darbietung von John Coltranes „India“ mit großem Ensemble. Es sei ein Album, das grenzenlose Freude bereite.
Joel Roberts verlieh dem Album in Allmusic vier Sterne. Nach Ansicht des Autors, der das Album auch in All About Jazz rezensierte, zeige I Will, Clarks viertes Album unter eigenem Namen, sein erstaunliches Talent als Komponist und Arrangeur; Clarks Kompositionen reichen von frei improvisierten Duos und Trios bis hin zu komplizierter orchestrierten Stücken für größere Ensembles. „Bad Attitude“, eine Oktettnummer, habe ein knallhartes Mingus-ähnliches Knurren und zeige Clarks aggressivstes Spiel. Das Titelstück, ein weiteres großes Gruppenaufgebot, sei eine klanglich warme, ziemlich geradlinige Ballade mit Clark und Foster in ausgedehnten Solorollen. Das Ensemble, das während des gesamten Albums spielt, sei stets interessant und oft inspirierend. Als Herzstück einer Jazzgruppe sei der Klang des Waldhorns zwar etwas gewöhnungsbedürftig, denn dem Instrument fehle das Volumen und die bluesige Schroffheit von Trompete und Saxophon, so der Autor. Aber in Clarks fähigen Händen habe es eine Klarheit und Reinheit des Tons, die viele Zuhörer ansprechen dürfte.